# Krezluk
Krezluk je naseljeno mjesto u općini Jajce, Federacija Bosne i Hercegovine, BiH.
Nalazi se oko 15 km istočno od Jajca, u Dnolučkoj kotlini.

## Stanovništvo

### 1991.
Nacionalni sastav stanovništva 1991. godine, bio je sljedeći:
ukupno: 154
- Srbi - 130
- Muslimani - 24

### 2013.
Na popisu stanovništva 2013. godine bilo je bez stanovnika.

## Vanjske poveznice
- Satelitska snimka  Arhivirana inačica izvorne stranice od 21. veljače 2021. (Wayback Machine)